# Municipio de Gran Morelos
El municipio de Gran Morelos es uno de los 67 municipios en que se divide el estado mexicano de Chihuahua, su cabecera es San Nicolás de Carretas. Es uno de los municipios más pequeños del estado de Chihuahua, localizado en la zona central del mismo.

## Geografía
Gran Morelos tiene una extensión territorial de 424.20 km², está localizado en la zona central del estado de Chihuahua, limita al norte con el municipio de Cuauhtémoc, al oeste con el municipio de Cusihuiriachi, al sur con el municipio de Dr. Belisario Domínguez y al este con el de municipio de Santa Isabel.

### Orografía e hidrografía
El territorio de Gran Morelos es prácticamente plano, localizado en la zona de los valles centrales de Chihuahua, denominados también como la Mesa Central del Norte, al norte de su territorio se encuentran algunos lomeríos de escasa altura e importancia, que dan una pequeña ondulación al terreno.
La hidrografía está representada por dos corrientes principales: el Río Carretas, que naciendo en las cercanías de la ciudad de Cuauhtémoc, pasa por las principales poblaciones del municipio, como San Nicolás de Carretas y La Paz, y continúa su curso hacia el municipio de Dr. Belisario Domínguez, y el Río San Lorenzo, que proveniente del territorio de Cusihuiriachi, cruza por Santa Cruz de Mayo y continúa igualmente hacia Belisario Domínguez.
Hidrológicamente todo el territorio municipal pertenece a la Cuenca del Río San Pedro, y esta a su vez pertenece a la Región Hidrológica Bravo-Conchos, por lo cual todas sus aguas pertenecen a la vertiente oriental o del Golfo de México.

### Clima y ecosistemas
Las temperaturas extremas registradas en el territorio municipal, varían entre 16.4 °C máxima y -12.3 °C mínima, lo cual conlleva con todo su territorio esté clasificado como de Clima semiseco templado.
La vegetación del municipio es mayormente representada por pastizal, chaparral, y diversas especies de pino y encino. Entre las especies animales que lo habitan, destacan puma, gato montés y coyote.
| Mapas geográficos de Gran Morelos |        |
|                                   |        |
| Relieve e hidrología              | Climas |

## Demografía

Principales localidades de Gran Morelos.

Según el Censo de Población y Vivienda de 2020 realizado por el Instituto Nacional de Estadística y Geografía, la población del municipio de Gran Morelos es de 2 448 habitantes, de los cuales 51.1% son hombres y 48.9% son mujeres.

### Localidades
En el censo de 2020 el municipio de Gran Morelos contaba con 31 localidades.
| Código INEGI      | Localidad               | Población (2020) |
| ----------------- | ----------------------- | ---------------- |
| 080260001         | San Nicolás de Carretas | 670              |
| Otras localidades | Otras localidades       | 1 778            |
| Total municipal   | Total municipal         | 2 448            |

## Comunicaciones

### Carreteras
El territorio del municipio de Gran Morelos es atravesado en su sector norte y en sentido este a oeste por la Carretera Federal 16, que es una autopista de cuatro carriles y lo comunica hacia el oeste con la ciudad de Cuauhtémoc y al oeste con Chihuahua, de esta carretera surge una carretera estatal pavimentada en la población de El Aguaje que en sentido norte-sur comunica con la cabecera municipal, San Nicolás de Carretas y con La Paz, más hacia el sur del municipio esa carretera comunica con San Lorenzo y San Francisco de Borja hasta llegar a Nonoava, después se encuentra la carretera para llegar al municipio de Guachochi.
El resto de las poblaciones del municipio están comunicadas por caminos vecinales de terracería.

## Política
El gobierno del municipio le corresponde al Ayuntamiento, el cual está conformado por un Presidente Municipal, que encabeza la administración local, y un cabildo formado por seis regidores, cuatro de ellos electos por mayoría relativa y dos por representación proporcional. El ayuntamiento es electo por un periodo de tres años y no puede ser reelegido para el periodo inmediato, pero si de manera intercalada, el ayuntamiento inicia sus funciones el día 10 de octubre del año de su elección.
El municipio de Gran Morelos fue creado por decreto del 19 de julio de 1823, cuando se le dio a San Nicolás de Carretas en derecho de elegir a un ayuntamiento, el 18 de julio de 1931 fue suprimido, al considerarse que no reunía las condiciones para formar un municipio y fue incorporado al de Santa Isabel, sin embargo, el 19 de marzo de 1932 fue restituido con sus mismos límites anteriores y el 17 de noviembre del mismo año el nombre del municipio y de la cabecera municipal fue modificado de San Nicolás de Carretas a Gran Morelos. Este nombre nunca tuvo arraigo, por lo cual el 26 de septiembre de 1995 el nuevo Código Municipal de Chihuahua conservó el nombre de Gran Morelos para el municipio, pero restableció el de San Nicolás de Carretas para la cabecera municipal.

### División administrativa
Gran Morelos se encuentra dividido en tres secciones municipales, que son las comunidades de La Paz, Santa Cruz de Mayo y Laborcita de San Javier, las cuales eligen un Presidente Seccional por medio de planillas, además existen 19 comisarios de policía que representan a la autoridad municipal en el resto de las comunidades.

### Representación legislativa
Para la elección de representantes legislativo a nivel federal y local, el Municipio de Gran Morelos se encuentra integrado en los siguientes distritos electorales:
Local:
- Distrito electoral local 21 de Chihuahua, con cabecera en Hidalgo del Parral.

Federal:
- Distrito electoral federal 7 de Chihuahua, con cabecera en Cuauhtémoc.[14]

### Presidentes municipales
- (1965) - (1968): Ramón Aguilar Gardea
- (1968) - (1971): Luz Elena Maldonado Valdez
- (1971) - (1974): Roberto Montes Aguilar
- (1974) - (1977): Manuel Mendoza Arana
- (1977) - (1980): Adolfo Gómez Trevizo
- (1980) - (1983): Roberto Montes Aguilar
- (1983) - (1986): Jesús Guerra Jurado
- (1986 - 1989): Ernesto Aguilar Pérez
- (1989 - 1992): Efren García
- (1992 - 1995): Pedro Efrén Montes Pérez
- (1995 - 1998): Ernesto Aguilar Vergara
- (1998 - 2001): Luz María García Villagrán
- (2001 - 2004): Pedro Efrén Montes Pérez
- (2004 - 2007): José Alberto Miramontes Aguilar
- (2007 - 2010): Pedro Efrén Montes Pérez
- (2010 - 2013): Ricardo Solís Manríquez
- (2013 - 2016): Gilberto Gutiérrez Montes
- (2016 - 2018): Claudia García Chacón
- (2018 - 2021): Gilberto Gutiérrez Montes
- (2021 - 2024): Gilberto Gutiérrez Montes
- (2024 - 2027): Oscar Luis Miramontes Pérez